# Комитет исторических и научных работ
Комитет исторических и научных работ (фр. Comité des travaux historiques et scientifiques) — французская архивная организация, занимающаяся контролем за исследованиями и публикацией ранее не изданных документов, связанных с историей Франции.
Был основан 18 июля 1834 года французским министром общественного образования Франсуа Гизо как Комитет истории Франции (фр. Comité de l'histoire de France). В отличие от созданного им же несколькими месяцами ранее частного Общества истории Франции, комитет был основан как общественная организация, утверждённая Национальным собранием Франции (времён Июльской монархии).
Комитет состоял из 10 членов, также являвшихся членами Общества истории Франции. В 1835 году комитет начал публикацию журнала Documents inédits de l’histoire de France (с фр. — «Неопубликованные документы по истории Франции»). В 1835 году комитет разделился, был создан новый комитет по наукам, словесности, искусствам и памятникам, который вскоре также разделился — на комитет по истории науки и словесности и комитет по искусству и памятникам. В 1837 году Нарсис-Ашиль Сальванди, последователь Гизо в должности министра народного просвещения, объединил комитеты в единый институт, дополнительно создав ещё два комитета. Один из следующих министров, Виктор Кузен, объединил четыре комитета в один, оставив отдельным комитет по искусству и памятникам.
В 1884 году Жюль Ферри сменил название комитета на Комитет исторических и научных работ. В 1883 году комитет был разделён на 5 секций — история и филология; археология; экономика и социальный науки; математика, физика, химия и метеорология; естественные науки и география. В 1956 и 1983 году секции комитета также были переделены.